# カルロッタ・ブリアンツァ

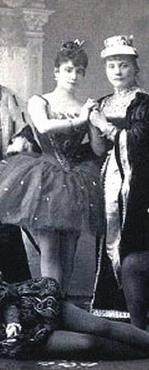
1890年当時のブリアンツァ （中央左）。『眠れる森の美女』 公演の記念写真より。

カルロッタ・ブリアンツァ （Carlotta Brianza, 1867年 - 1930年?） は、イタリアのバレエダンサー。チャイコフスキー作曲の三大バレエの1つ、『眠れる森の美女』 のオーロラ姫役の初演者として知られている。

## 略歴
ミラノに生まれ、スカラ座の付属バレエ学校でチェケッティ派の訓練を受ける。スカラ座でプリマ・バレリーナとして活躍した後、1887年にロシアに赴き、『エクセルシオール』 に出演する。好評であったため、1889年にマリインスキー劇場専属となった。
マリインスキーでの初出演はL・イワノフ振付 『ハーレムのチューリップ』 。翌1890年、円熟期にあったマリウス・プティパが振付けた 『眠れる森の美女』 で主役のオーロラ姫を踊って後世に名を残すことになった。
当時のロシアはようやく地元出身ダンサーが出始めたころで、まだテクニックに優れるイタリア人が活躍の中心であった。第1幕のローズ・アダージョで婚約者から求婚されるシーンは特に高度な技術を必要とし、ブリアンツァはこれを見事に踊ったことで批評家の絶賛を得た。翌1891年にロシアを去り、その後はウィーンの帝室劇場やスカラ座で踊ったが、マリインスキーでの 『眠れる森の美女』 の成功は後々まで評判として残った。
時代が下ってロシア革命後の
1921年、S・ディアギレフが主宰するバレエ・リュスはロンドンにおいて 『眠れる森の美女』を上演した。これはこのバレエのロシア以外における全幕初演である。ブリアンツァはディアギレフの要請を受けて指導に当たり、同時にオーロラ姫役での出演を依頼されたが、歳であることを理由にこれは断り、カラボス役で出演した。これが彼女の最後の舞台となった。
晩年のブリアンツァのことについては、パリとニースでバレエを教えていたということを除いてほとんど知られていない。1930年にパリで自殺を遂げたともいう。

## 文献
- Christoudia, Melanie T., "Carlotta Brianza", International Dictionary of Ballet, vol.1, pp.200-201, ISBN 1-55862-157-1